# Contea di Hutubi
La contea di Hutubi (呼图壁县S) è una contea della Cina, situata nella regione autonoma di Xinjiang e amministrata dalla prefettura autonoma hui di Changji.